# Laifeng
Der Kreis Laifeng (chinesisch 来凤县, Pinyin Láifèng Xiàn) ist ein Kreis im Autonomen Bezirk Enshi der Tujia und Miao im Südwesten der chinesischen Provinz Hubei. Er hat eine Fläche von 1.344 km² und 250.200 Einwohner (Stand: Ende 2019). Sein Hauptort ist die Großgemeinde Xiangfeng (翔凤镇).
Der Unsterbliche-Wesen-und-Buddha-Höhlentempel (Xianfosi shiku 仙佛寺石窟) aus der Zeit der Östlichen Jin-Dynastie steht seit 2006 auf der Liste der Denkmäler der Volksrepublik China (6-845).